# Казаков Рустем Абдулайович
Рустем Абдулаєвич Казаков (кримсько-тат. Rustem Abdulla oğlu Kazakov, Рустем Абдулла ог'лу Казаков, 2 січня 1947 Ташкент, Узбецька РСР, СРСР) — радянський борець класичного стилю, олімпійський чемпіон, Заслужений майстер спорту СРСР (1969), Заслужений тренер СРСР, перший кримський татарин став олімпійським чемпіоном.

## Біографія
Рустем Казаков народився в 1947 році в Ташкенті в родині кримських татар. Боротьбою почав займатися в 1959 році, в 1963 році виграв чемпіонат Узбекистану, в 1963 і в 1964 роках виграв чемпіонат СРСР серед юнаків. [1]. У 1965 році в Болгарії виграв перший в кар'єрі міжнародний турнір, вже серед дорослих. У 1967 році на чемпіонаті світу в Бухаресті посів сьоме місце.
Був включений в олімпійську збірну для участі в Літніх Олімпійських іграх 1968 року в Мехіко, але не зміг взяти участь в змаганнях через травму, отриману на тренуванні [1] [2]
На Літніх Олімпійських іграх 1972 року в Мюнхені боровся у ваговій категорії до 57 кілограмів (напівлегкій вазі). У сутичках: в першому колі виграв рішенням суддів у Алама Миру (Афганістан);
у другому колі програв Христо Трайкова (Болгарія);
в третьому колі на 9-й хвилині поклав на лопатки Юзефа липень (Польща);
в четвертому колі на 5-й хвилині поклав на лопатки Отона Москідіса (Греція);
в п'ятому колі виграв рішенням суддів у Ікуі Ямамото (Японія);
в шостому колі не брав участі;
в сьомому колі виграв рішенням суддів у Яноша Варги (Угорщина)
в фіналі на третій хвилині поклав на лопатки Ханса-Юргена Вейля і став чемпіоном Олімпійських ігор [3]
Виступав в 1963—1967 за «Динамо» (Ташкент), в 1968—1975 за Збройні сили (Ташкент), з 1975 за Збройні сили (Москва). Дворазовий чемпіон світу (1969, 1971), срібний призер чемпіонату світу (1973), бронзовий призер чемпіонату світу (1970), бронзовий призер чемпіонату Європи (1967), чемпіон СРСР 1971 року.
Після закінчення спортивної кар'єри в 1975 році приступив до тренерської діяльності, працював в ЦСКА, входив в тренерські штаби збірних СРСР і Росії.
У 1972 році закінчив Узбецький державний інститут фізичної культури. Кавалер ордена «Знак Пошани» (1972). Підполковник. Член КПРС з 1975 року.
Жив в Москві, вийшовши у відставку в 1989 році, переїхав до Перевального (Крим), де і проживає на даний момент. Є Президентом Кримської федерації національної боротьби куреш. [4]
У Криму проводиться міжнародний турнір з греко-римської боротьби на призи олімпійського чемпіона Рустема Казакова.
| Спортсмен | Це незавершена стаття про спортсмена. Ви можете допомогти проєкту, виправивши або дописавши її. |